# Eidsvoll (plaats)
Eidsvoll is een plaats in de Noorse gemeente Eidsvoll, fylke Akershus. Eidsvoll telt 3514 inwoners (2007) en heeft een oppervlakte van 4,11 km². De plaats ligt 48 kilometer ten noorden van de Noorse hoofdstad Oslo en is van historische betekenis. In 1814 kwam hier het eerste Noorse parlement (de Storting) bijeen en op 17 mei van dat jaar werd er de Noorse Grondwet aangenomen.

## Beschrijving

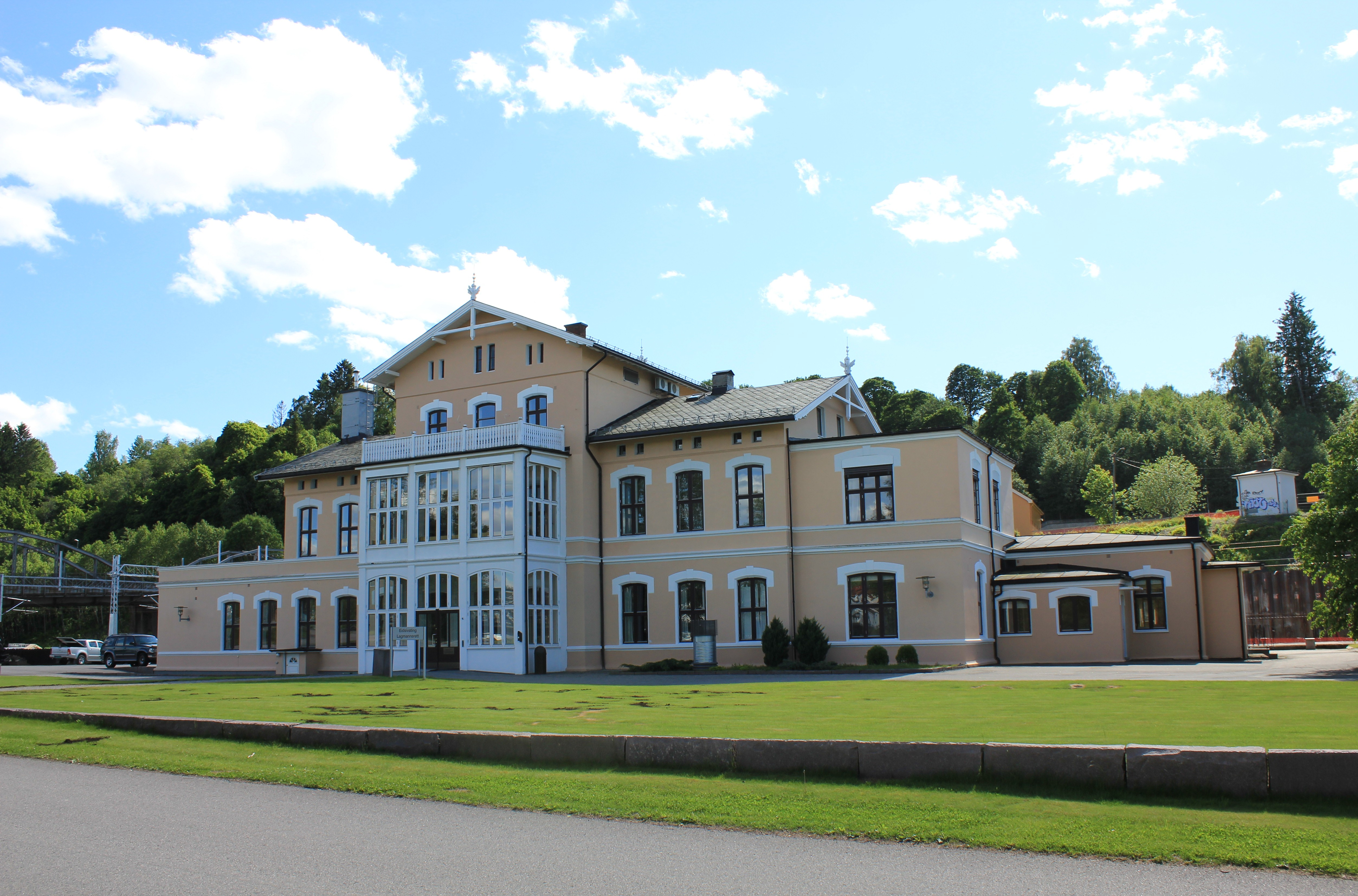
Het oude station

Eidsvoll ligt aan de Vorma, een zijrivier van de Glomma. De stad is een spoorwegknooppunt. In 1854 kreeg Eidsvoll al een station aan Hovedbanen, de oudste spoorweg van Noorwegen. De E 6, de hoofdroute naar het noorden van het land, loopt langs de stad. Het vliegveld Gardermoen ligt direct ten zuiden van Eidsvoll, op tien minuten met de trein. 
Het voormalige stationsgebouw uit 1878 wordt tegenwoordig onder meer gebruikt voor zittingen van het Eidsivating lagmannsrett voor zaken die in eerste instantie hebben gediend in Romerike. Eidsvoll heeft zelf ook een tingrett; het Øvre Romerike tingrett.

## Geboren in Eidsvoll
- Marie Flagstad (1871-1958), pianiste, koordirigente en zangpedagoge
- Tormod Knutsen (1932-2021), noorse-combinatieskiër
- Henning Berg (1969), voetballer en voetbalcoach
- Vegard Breen (1990), wielrenner